# ملاذ آمن (اقتصاد)
ملاذ آمن اقتصادياً (بالإنجليزية: "Safe Haven "Economy)‏ هو استثمار مالي إلى حين لحظة المخاطرة واضطراب الأسواق، ويمكن أن يحتفظ بقيمته أو يزيد، بناءً على وقت الحاجة التي تم الاستثمار لأجلها، وفي الغالب لا تنقص قيمته إلا في حال وجود خلل في عملية الاستثمار نفسها.
وتكمن أهمية فكرة الملاذ الآمن في حماية أصحاب رؤوس الأموال من تقلبات السوق وهبوط الأسعار أو حتى من الانهيار المفاجئ الذي قد تتعرض له الأسواق في بعض الأحيان.

## أهمية التنويع
مهما كان نوع الملاذ الآمن الذي يختاره المستثمر، فإنه من الأهمية بمكان أن لا يضع البيض كله في سلة واحدة، فلطالما كان الاستثمار استثماراً، فهو يعني أنه معرض للمخاطرة، ولو بنسبة ضئيلة جداً، وفي ظروف استثنائية سلبية، وقد تكون تلك الظروف نادرة الحدوث، إلا أنها ممكنة الحصول، لذا فإن أفضل نصيحة يتم تقديمها من خبراء المال والاستثمار والتقييم وبيوت الخبرة للمستثمر هي: أهمية تنويع محافظ الملاذ الآمن.

### أمثلة عن الملاذات الآمنة
هنالك العديد من الملاذات الآمنة، منها:

#### الذهب
وهو ما تعارف على تسمية الاستثمار فيه ب "تجارة الحب وتجارة الخوف"، ويعتبر سعر الذهب مستقر نسبياً، ولا يتأثر بتقلبات أسعار السلع، وهو سلعة عالمية، مقبولة في كل مكان، ولا تتأثر أسعاره بقرارات سعر الفائدة التي تتخذها الحكومات، كباقي العملات. وما ينطبق عليه ينطبق على بعض أهم المعادن النفيسة.

#### الأسهم الأساسية
وتمسى الأسهم الدفاعية: وهي أسهم الخدمات الصحية التي لا تتوقف في الحروب، بل يزداد الطلب عليها، وكذلك أسهم المواد الغذائية الأساسية كمصانع الورق الصحي والصناعات الغذائية الرئيسية.

#### سلة عملات صعبة
وأهمها: الدولار والين واليورو والفرنك السويسري -الذي يعتبر أقواها وأكثرها أماناً- وتكمن أهميتها في تنوعها، فلا يمكن تخيل أن تنهار جميعها في نفس الوقت، لأنه يتم تقييم سعرها، بسعر بعضها الآخر، ويتم تقييم قيمتها النهائية، مقارنة بقيمة جميع مؤشرات أسواق الملاذات الآمنة الأخرى.

#### الشهادات البنكية والسندات الحكومية
فإذا كان تنويع الادخار بين عدة أنواع من العملات مهماً؛ فإن تنويع الاستثمار بين عدة أنواع مهم أيضاً، ذلك أنه يقلل إلى أدنى مستوى ممكن من مستوى المخاطرة المتوقع حدوثه، ومنها السندات الحكومية التي تصدرها الدول وتضمن سدادها.